# Макат
Мака́т (каз. Мақат) — селище, центр Макатського району Атирауської області Казахстану. Адміністративний центр та єдиний населений пункт Макатської селищної адміністрації.
Населення — 13837 осіб (2021; 14266 у 2009, 12593 у 1999, 14010 у 1989).